# Faber Gil
Faber Andrés Gil Mosquera (El Bagre, Antioquia, Colombia, 14 de marzo de 1995) es un futbolista colombiano, juega de delantero y su equipo actual es el Atlético Bucaramanga de la Categoría Primera A de Colombia, a préstamo desde el Deportivo Pereira. 

## Trayectoria
Faber Gil debutó en 2014 con Envigado Fútbol Club donde jugó varias temporadas.
En 2018, el futbolista es fichado por el Deportivo Árabe Unido, para afrontar el Torneo Apertura 2018 y la Liga Concacaf 2018. El 21 de agosto anotó un Golazo de chilena en la Liga Concacaf 2018 frente al CD FAS de El Salvador por los cuartos de final en el Estadio Cuscatlán.
Fue fichado por Leones Fútbol Club a mediados del 2019.
En el 2021 fue fichado por el Atlético Huila.
En el 2022 fichó por La Equidad.
En el 2023 regresó al Atlético Huila. 
En diciembre del 2023 fue fichado por el Deportivo Pereira, club  del cual salió al Pachuca  de México. En el 2025 llegó a Atlético Nacional pero por decisiones técnicas y lesiones, no fue de los hombres de confianza de Javier Gandolfi. 

## Clubes
| Club                   | País     | Año           |
| ---------------------- | -------- | ------------- |
| Envigado               | Colombia | 2014 - 2016   |
| Árabe Unido            | Panamá   | 2018 - 2019   |
| Leones                 | Colombia | 2019 - 2020   |
| Atlético Huila         | Colombia | 2021          |
| La Equidad             | Colombia | 2022          |
| Atlético Huila         | Colombia | 2023          |
| Deportivo Pereira      | Colombia | 2023-2024     |
| Pachuca Club de Fútbol | México   | 2024          |
| Atlético Nacional      | Colombia | 2025-presente |

## Palmarés

### Títulos nacionales
| Título                | Club              | País     | Año  |
| --------------------- | ----------------- | -------- | ---- |
| Superliga de Colombia | Atlético Nacional | Colombia | 2025 |

### Torneos internacionales
| Título                     | Club    | País | Año  |
| -------------------------- | ------- | ---- | ---- |
| Derbi de las Américas      | Pachuca | Doha | 2024 |
| Copa Challenger de la FIFA | Pachuca | Doha | 2024 |